# Let the Hammer Fall
Let the Hammer Fall — студийный альбом британской хард-рок-группы Shy, вышедший в 1999 году.

## Об альбоме
Как и альбом "Regeneration", этот диск является собранием нереализованных композиций и демо записей, записанных в 1980-е годы.
Рецензенты отмечали старомодность звучания альбома и находили в этом его преимущества. Так, например, Александр Кудрявин из «Rock City» писал, что слушая этот альбом «словно переносишься в середину 80-х, но в этом-то и вся прелесть данного релиза. Класс песен и самой группы виден невооружённым, так сказать, ухом, и непонятно, почему в своё время Shy так и не удалось совершить прорыв».

## Список композиций
| №   | Название                         | Автор(ы)               | Длительность |
| --- | -------------------------------- | ---------------------- | ------------ |
| 1.  | «Let the Hammer Fall»            | Стив Харрис            | 4:23         |
| 2.  | «Steal Me»                       | Харрис, Тони Миллз     | 4:49         |
| 3.  | «Maybe Tonight»                  | Харрис, Падди МакКенна | 5:40         |
| 4.  | «Showdown»                       | Харрис, Миллз          | 3:09         |
| 5.  | «It's Over»                      | Алан Келли, Миллз      | 3:57         |
| 6.  | «Why Does Our Love Have to End?» | Харрис                 | 5:35         |
| 7.  | «All Your Love Tonight»          | Харрис                 | 3:46         |
| 8.  | «You're Gonna Lose Her»          | Харрис, Келли          | 4:06         |
| 9.  | «Time After Time»                | Харрис                 | 4:18         |
| 10. | «Standing in the Line of Fire»   | Харрис, Келли          | 3:53         |
| 11. | «Set the Night on Fire»          | Харрис                 | 3:56         |
| 12. | «Love Is Just Another Word»      | Харрис, Миллз          | 4:31         |

## Участники записи
- Тони Миллз — вокал
- Стив Харрис — гитара
- Падди МакКенна — клавишные
- Рой Дэвис — бас-гитара
- Алан Келли — ударные